# Imōto sae ireba ii.
Imōto sae ireba ii. (妹さえいればいい。, litt. « Ce serait bien si seulement une petite soeur était là. »), abrégé Imōtosae (妹さえ), est une série de light novel japonais écrite par Yomi Hirasaka et illustrée par Kantoku. Publiée par l'éditeur Shōgakukan à partir de mars 2015 dans leur collection Gagaga Bunko, la série se compose de quatorze volumes au total.
La série est aussi appelée en anglais A Sister's All You Need (litt. « Une petite sœur est tout ce dont vous avez besoin. »).
Deux adaptations de manga ont été publiées par Shōgakukan et Square Enix. Une adaptation en série télévisée d'animation par SILVER LINK. est diffusée pour la première fois au Japon entre le 8 octobre et le 24 décembre 2017,,.

## Intrigue
L'histoire suit le romancier Itsuki Hashima qui est entouré de diverses personnes, y compris une belle écrivaine de génie qui l'aime, une camarade de classe agissant comme une grande sœur, un collègue écrivain masculin, une conseillère fiscale sadique, et son éditeur. Ils sont tous pris en charge par le petit « frère » d'Itsuki, Chihiro.

## Personnages
Itsuki Hashima (羽島 伊月, Hashima Itsuki)
Voix japonaise : Yūsuke Kobayashi,
Itsuki est le protagoniste de 20 ans de la série qui a une obsession envers les petites sœurs. C'est un romancier qui a fait ses débuts quand il était au lycée. En l'espace de cinq ans, il a publié 20 livres, dont certains se sont classés dans le top 10 des classements hebdomadaires pour les light novel sur l'Oricon.
Chihiro Hashima (羽島 千尋, Hashima Chihiro)
Voix japonaise : Nozomi Yamamoto,
Chihiro apparaît comme le jeune demi-frère d'Itsuki, mais Chihiro est en réalité une fille. Ce fait est inconnu d'Itsuki et des autres personnages, excepté Ashley Ōno, la conseillère fiscale. Elle est une personne fiable qui s'occupe de tout le monde autour d'elle. Son surnom est Chihhī (ちっひー).
Nayuta Kani (可児 那由多, Kani Nayuta)
Voix japonaise : Hisako Kanemoto,
Nayuta est une romancière de génie qui est amoureuse de Itsuki. Âgée de 18 ans, elle a fait ses débuts en tant que romancière après avoir remporté un prix pour les nouveaux arrivants. Nayuta Kani est son pseudonyme et même Itsuki ne connaît pas son vrai nom. Elle ne peut pas écrire si elle n'est pas nue. À partir du collège, elle a refusé d'aller à l'école après avoir été victime d'intimidation et de harcèlement.
Miyako Shirakawa (白川 京, Shirakawa Miyako)
Voix japonaise : Risa Taneda (1er drama CD); Ai Kakuma (2d drama CD & anime),
Miyako est la camarade de classe d'Itsuki à l'université qui ont d'abord eu une mauvaise première impression l'un envers l'autre. Alors que Miyako ne comprend pas les histoires d'Itsuki, elle devient sa conseillère de mode pour l'aider dans son roman. Après que Itsuki ait abandonné l'université, Miyako vient toujours le voir.
Haruto Fuwa (不破 春斗, Fuwa Haruto)
Voix japonaise : Satoshi Hino,
Haruto est un autre romancier qui a fait ses débuts en même temps qu'Itsuki. Sa série de light novel obtient une adaptation anime. Malgré son apparence cool, il aime les personnages de maid et possède beaucoup de jeux pour adultes et de figurines. Haruto a un « personnage » dans ses réseaux sociaux pour gagner des fans pour la popularité de sa série de romans. Il a une petite sœur qui lui semble être dure envers lui, mais qui est en fait une sœur qui ne peut pas être honnête.
Setsuna Ena (恵那 刹那, Ena Setsuna)
Voix japonaise : Tsubasa Yonaga,
Setsuna est un illustrateur de 16 ans sous le pseudonyme Puriketsu (ぷりけつ). Setsuna était chargé d'illustrer le roman d'Itsuki jusqu'à ce que Itsuki décide d'arrêter parce qu'il pensait que sa série n'était pas digne de l'art de Setsuna et lui demanda d'attendre qu'il soit assez digne. Il s'habille à la mode Harajuku.
Ashley Ōno (大野 アシュリー, Ōno Ashurī)
Voix japonaise : Manami Numakura,
Ashley est une conseillère fiscale de 32 ans qui porte une robe rouge de style lolita. Elle est fiable mais sadique; elle fait que ses clients révèlent leurs fétiches à travers leurs dépenses, mais augmente leur déclaration d'impôt en retour.
Kenjirō Toki (土岐 健次郎, Toki Kenjirō)
Voix japonaise : Kōsuke Toriumi,
Kenjirō est un éditeur de GF Bunko qui est chargé des travaux d'Itsuki. Il ressemble à un employé de bureau typique et est souvent vu saoul lorsqu'il est trop stressé par son travail, en particulier en ce qui concerne les échéances d'Itsuki et de Setsuna. Il est surnommé Kenken (ケンケン).
Kaiko Mikuniyama (三国山 蚕, Mikuniyama Kaiko)
Voix japonaise : Akane Fujita,
Kaiko est une fille d'une vingtaine d'années qui s'occupe de l'adaptation en manga du roman d'Itsuki Imōto no Subete (妹のすべて). Son niveau de compétence en dessin est si élevé qu'Itsuki l'a personnellement choisie, bien qu'elle soit une nouvelle venue.

## Productions et supports

### Light novel
Imōto sae ireba ii. est écrit par Yomi Hirasaka et illustré par Kantoku. Shōgakukan a publié le premier volume le 18 mars 2015 dans leur collection Gagaga Bunko. Au total, ce sont quatorze volumes qui ont été publiés, avec le dernier sorti en février 2020,.

#### Liste des volumes
| no                                                                                          | Japonais                                                                                              | Japonais           | Japonais                                                                   |
| no                                                                                          | Titre                                                                                                 | Date de sortie     | ISBN                                                                       |
| ------------------------------------------------------------------------------------------- | --- | ------------------ | -------------------------------------------------------------------------- |
| 1                                                                                           | “Haganai" no hirasakayomi, saishin-saku ga tōjō!! (“はがない"の平坂読、最新作が登場!!)                | 18 mars 2015       | 978-4-09-451507-7                                                          |
| 2                                                                                           | Oretachi wa anime no gensaku o kai teru n janai! (俺達はアニメの原作を書いてるんじゃない!)            | 17 juillet 2015    | 978-4-09-451560-2                                                          |
| 3                                                                                           | Imōto sae ireba ii to omotte ita hazunanoni! (妹さえいればいいと思っていたはずなのに!)                | 18 novembre 2015   | 978-4-09-451580-0                                                          |
| 4                                                                                           | Shōsetsuka VS Mangaka!? (小説家VSマンガ家!?)                                                          | 18 mars 2016,      | 978-4-09-451598-5 (édition régulière) 978-4-09-451597-8 (édition limitée)  |
| Extra : L'édition limitée de la version japonaise du 4e volume est vendue avec un drama CD. | |                    |                                                                            |
| 5                                                                                           | Shubbansha wa burakku kigyō!! (出版社はブラック企業!!)                                                | 20 juillet 2016    | 978-4-09-451618-0                                                          |
| 6                                                                                           | Kani Nayuta, honki dasu. (可児那由多、本気出す。)                                                     | 20 décembre 2016   | 978-4-09-451646-3                                                          |
| 7                                                                                           | Otsukiai hajimemashita. (お付き合いはじめました。)                                                    | 18 mai 2017,       | 978-4-09-451677-7 (édition régulière) 978-4-09-451676-0 (édition limitée)  |
| Extra : L'édition limitée de ce volume est vendue avec un drama CD.                         | |                    |                                                                            |
| 8                                                                                           | Toki Kenjirō, seppuku……!? (土岐健次郎、切腹……!?)                                                      | 20 septembre 2017  | 978-4-09-451697-5                                                          |
| 9                                                                                           | “Onii-chan!!” (「お兄ちゃん!!」)                                                                      | 20 février 2018    | 978-4-09-451719-4                                                          |
| 10                                                                                          | Imōto ga iru seikatsu, hajimemashita. (妹がいる生活、はじめました。)                                  | 18 juillet 2018    | 978-4-09-451742-2                                                          |
| 11                                                                                          | 10-Kan no tsuzuki!!!!!!!!!!!!!! (10巻の続き!!!!!!!!!!!!!!)                                            | 18 décembre 2018,  | 978-4-09-451765-1 (édition standard) 978-4-09-451764-4 (édition spéciale)  |
| EXTRA : L'édition spéciale de ce volume est comprise avec un jeu de cartes.                 | |                    |                                                                            |
| 12                                                                                          | Shōsetsu o, kake. (小説を、書け。)                                                                    | 18 avril 2019      | 978-4-09-451782-8                                                          |
| 13                                                                                          | Soshite, atarashii nichijō ga hajimaru. (そして、新しい日常が始まる。)                                | 18 septembre 2019, | 978-4-09-451808-5 (édition régulière) 978-4-09-451807-8 (édition spéciale) |
| Extra : L'édition limitée de ce volume est vendue avec un drama CD.                         | |                    |                                                                            |
| 14                                                                                          | Seishun Rabu Kome gunzō geki no tōtatsu-ten, dōdō kanketsu!! (青春ラブコメ群像劇の到達点、堂々完結!!) | 18 février 2020    | 978-4-09-451828-3                                                          |

### Manga
Dessinée par Idu, une adaptation manga intitulée Imōto sae ireba ii. @comic est prépubliée depuis le numéro de janvier 2016 du magazine Monthly Sunday Gene-X de Shōgakukan, publié le 19 décembre 2015,. Le dernier chapitre est publié dans le numéro combiné d'août et de septembre 2019, sorti le 19 juillet 2019. Les chapitres sont rassemblés et édités dans le format tankōbon par Kadokawa Shoten avec le premier volume publiés en mai 2016 ; la neuvième et dernier volume tankōbon est sorti en octobre 2019.
Un manga spin-off, intitulé Imōto sae ireba ii. Gaiden: Imōto ni sae nareba ii! (妹さえいればいい。外伝 妹にさえなればいい!) et dessiné par Kobashiko, a été prépublié entre les numéros de novembre 2016 et de mars 2018 du Monthly Gangan Joker de Square Enix, respectivement publiés le 26 octobre 2016 et le 22 février 2018. Cette série dérivée est composée de trois volumes tankōbon.

#### Liste des tomes

##### Imōto sae ireba ii. @comic
| no | Japonais          | Japonais          |
| no | Date de sortie    | ISBN              |
| -- | ----------------- | ----------------- |
| 1  | 19 mai 2016       | 978-4-09-157448-0 |
| 2  | 18 novembre 2016  | 978-4-09-157465-7 |
| 3  | 19 mai 2017       | 978-4-09-157486-2 |
| 4  | 20 septembre 2017 | 978-4-09-157499-2 |
| 5  | 20 février 2018   | 978-4-09-157514-2 |
| 6  | 17 août 2018      | 978-4-09-157538-8 |
| 7  | 19 février 2019   | 978-4-09-157559-3 |
| 8  | 19 juin 2019      | 978-4-09-157566-1 |
| 9  | 18 octobre 2019   | 978-4-09-157576-0 |

##### Imōto sae ireba ii. Gaiden: Imōto ni sae nareba ii!
| no | Japonais          | Japonais          |
| no | Date de sortie    | ISBN              |
| -- | ----------------- | ----------------- |
| 1  | 18 mai 2017       | 978-4-7575-5341-5 |
| 2  | 20 septembre 2017 | 978-4-7575-5472-6 |
| 3  | 20 février 2018   | 978-4-7575-5632-4 |

### Anime
Une adaptation anime a été annoncé en avril 2017,. Il s'agit d'une série télévisée dont Shin Ōnuma en est le réalisateur au studio d'animation SILVER LINK. avec Yomi Hirasaka au niveau des scripts, Sumie Kinoshita pour les chara-designs et Tomoki Kikuya qui compose la musique,,. La série est diffusée pour la première fois au Japon entre le 8 octobre et le 24 décembre 2017 sur Tokyo MX, KBS, SUN et un peu plus tard sur BS11, AT-X,,. Crunchyroll détient les droits de diffusion en simulcast de la série dans le monde entier, excepté en Asie.
L'opening Ashita no kimi sae ireba ii. (明日の君さえいればいい。, litt. Ce serait bien si seulement tu étais ici demain) est interprété par ChouCho, tandis que l'ending Donna hoshizora yori mo, donna omoide yori mo (どんな星空よりも、どんな思い出よりも) est interprétée par Aira Yūki,,.
Une série courte d'anime intitulée ** Sae Ireba Ii. (○○さえいればいい。) est diffusée en ligne sur le compte Twitter officiel de l'anime après la diffusion de l'épisode de la série télévisée. Chaque épisode dure deux minutes avec des personnages super deformed. Kenshiro Morii en est le réalisateur.

#### Liste des épisodes
| No | Titre français                                                                       | Titre japonais                                           | Titre japonais                                                              | Date de 1re diffusion |
| No | Titre français                                                                       | Kanji                                                    | Rōmaji                                                                      | Date de 1re diffusion |
| -- | ------------------------------------------------------------------------------------ | -------------------------------------------------------- | --------------------------------------------------------------------------- | --------------------- |
| 1  | Il me faut juste un petit frère doué en cuisine, une belle fille nue et de bons amis | 料理上手の弟と全裸の美少女と気の合う友達さえいればいい。 | Ryōri jōzu no otōto to zenra no bishōjo to ki no au tomodachi sae ireba ii. | 8 octobre 2017        |
| 2  | Il me faut juste un miracle                                                          | 奇跡さえ起きればいい。                                   | Kiseki sae okireba ii.                                                      | 15 octobre 2017       |
| 3  | Il me faut juste du matériel de référence                                            | 取材でさえあればいい。                                   | Shuzai de sae areba ii.                                                     | 22 octobre 2017       |
| 4  | Il me faut juste un travail                                                          | 仕事さえすればいい。                                     | Shigoto sae sureba ii.                                                      | 29 octobre 2017       |
| 5  | Il faut juste que j'écrive un roman                                                  | 小説さえ書けばいい。                                     | Shōsetsu sae kakeba ii.                                                     | 5 novembre 2017       |
| 6  | Il faut juste que l'adaptation se passe bien                                         | メディア展開さえ上手くいけばいい。                       | Media tenkai sae umaku ikebai ii.                                           | 12 novembre 2017      |
| 7  | Il me faut juste une aventure                                                        | 冒険さえあればいい。                                     | Bōken sae areba ii.                                                         | 19 novembre 2017      |
| 8  | Il me faut juste de l'amour et de l'amitié                                           | 恋と友情さえあればいい。                                 | Koi to yūjō sae areba ii.                                                   | 26 novembre 2017      |
| 9  | Il me faut juste de la nudité et des sous-vêtements                                  | 全裸と下着さえあればいい。                               | Zenra to shitagi sae areba ii.                                              | 3 décembre 2017       |
| 10 | Il me faut juste pas d'ennuis                                                        | 悩みさえなければいい。                                   | Nayami sae nakereba ii.                                                     | 10 décembre 2017      |
| 11 | Il me faut juste que je sois le héros                                                | 主人公にさえなればいい                                   | Shujinkō ni sae nareba ii.                                                  | 17 décembre 2017      |
| 12 | Il me faut juste une petite sœur ?                                                   | 妹さえいればいい？                                       | Imōto sae ireba ii?                                                         | 24 décembre 2017      |

### Sources
1. ↑  (ja) « 『妹さえいればいい。』アニメ公式 », sur Twitter (consulté le 13 novembre 2017)
2. 1 2 3  (en) « Imōto Sae Ireba Ii. Light Novels by Haganai's Hirasaka Get Manga Adaptation », sur Anime News Network, 22 novembre 2015 (consulté le 13 novembre 2017)
3. 1 2  (en) Rafael Antonio Pineda, « A Sister's All You Need Novels End on 14th Volume : 14th volume ships on February 18 », sur Anime News Network, 22 novembre 2015 (consulté le 1er mars 2020)
4. ↑  (en) « A Sister's All You Need », sur Site officiel (consulté le 13 novembre 2017)
5. 1 2 3 4  (en) « Imōto Sae Ireba Ii. Anime Reveals Promo Video, Theme Songs, October 8 Premiere », sur Anime News Network, 6 septembre 2017 (consulté le 13 novembre 2017)
6. 1 2  Reith Saji, « L’anime Imouto Sae Ireba Ii, en Publicité Vidéo », sur adala-news.fr, 6 septembre 2017 (consulté le 13 novembre 2017)
7. 1 2  (ja) « ON AIR », sur Site officiel (consulté le 13 novembre 2017)
8. 1 2 3 4 5 6 7 8 9 10  (en) « Imōto Sae Ireba Ii. Anime Announces Cast, Staff », sur Anime News Network, 18 juillet 2017 (consulté le 13 novembre 2017)
9. 1 2 3 4 5 6 7 8 9 10  « L'équipe technique d'Imouto sae Ireba li se dévoile », sur manga-news.com, 21 juillet 2017 (consulté le 13 novembre 2017)
10. ↑  (ja) « 小林裕介と山本希望が演じる羽島兄妹降臨！　『妹さえいればいい。 4 ドラマCD付き限定特装版』発売決定 », sur Voice-Style,‎ 18 février 2016 (consulté le 13 novembre 2017)
11. ↑  (en) Rafael Antonio Pineda, « A Sister's All You Need Author Teases Surprise Project With Final Novel Volume », sur Anime News Network, 11 février 2020 (consulté le 1er mars 2020)
12. ↑  (ja) « 「はがない」の平坂読最新作がGXでマンガに、「IS」シャルの付録や新連載告知も », sur natalie.mu,‎ 19 décembre 2015 (consulté le 20 juillet 2019)
13. ↑  (en) Rafael Antonio Pineda, « A Sister's All You Need Manga Ends in July : Manga adaptation of Yomi Hirasaka's light novel series launched in 2015 », sur Anime News Network, 20 juin 2019 (consulté le 21 juin 2019)
14. ↑  (ja) « 「妹さえいればいい。」カントク描き下ろしの千尋ブックカバーがGXに », sur natalie.mu,‎ 25 juillet 2015 (consulté le 9 juillet 2019)
15. ↑  (ja) « 「BLACK LAGOON」次号GXで連載再開！雑誌リニューアルや新連載も続々 », sur natalie.mu,‎ 19 juillet 2019 (consulté le 20 juillet 2019)
16. ↑  (ja) « 妹さえいればいい。外伝　妹にさえなればいい！ - 連載作品 », sur Square Enix (consulté le 13 novembre 2017)
17. ↑  (en) « Imōto Sae Ireba Ii. Anime's Site Briefly Listed Studio Silver Link, Director Shin Oonuma », sur Anime News Network, 12 mai 2017 (consulté le 13 novembre 2017)
18. ↑  (en) « A Sister's All You Need Spinoff Manga Listed as Ending in 3rd Volume », sur Anime News Network, 5 janvier 2018 (consulté le 5 janvier 2018)
19. ↑  « Un animé pour le roman Imouto sae Ireba Ii », sur manga-news.com, 17 avril 2017 (consulté le 13 novembre 2017)
20. ↑  Reith Saji, « Le roman Imouto Sae Ireba Ii adapté en anime », sur adala-news.fr, 13 avril 2017 (consulté le 13 novembre 2017)
21. ↑  GoToon, « ANNONCE : Imôto sae ireba ii en simulcast sur Crunchyroll : Les coulisses de l’écriture d’un light novel », sur Crunchyroll, 27 septembre 2017 (consulté le 13 novembre 2017)
22. ↑  (ja) « オープニング主題歌「明日の君さえいればいい。」 ChouCho », sur Site officiel (consulté le 13 novembre 2017)
23. ↑  (ja) « エンディング主題歌「どんな星空よりも、どんな思い出よりも」 結城アイラ », sur Site officiel (consulté le 13 novembre 2017)
24. ↑  (ja) 『妹さえいればいい。』アニメ公式 (@imotosae_anime), « オリジナルTwitterアニメ「○○さえいればいい。」遂に公開！ », sur Twitter,‎ 8 octobre 2017 (consulté le 1er février 2018)

### Œuvres
Édition japonaise
Light novel
1. ↑  (ja) « 妹さえいればいい。 », sur Shōgakukan (consulté le 13 novembre 2017)
2. 1 2  (ja) « 妹さえいればいい。２ », sur Shōgakukan (consulté le 13 novembre 2017)
3. 1 2  (ja) « 妹さえいればいい。３ », sur Shōgakukan (consulté le 13 novembre 2017)
4. 1 2  (ja) « 妹さえいればいい。４ », sur Shōgakukan (consulté le 13 novembre 2017)
5. 1 2  (ja) « 妹さえいればいい。４　ドラマＣＤ付き限定特装版 », sur Shōgakukan (consulté le 13 novembre 2017)
6. 1 2  (ja) « 妹さえいればいい。５ », sur Shōgakukan (consulté le 13 novembre 2017)
7. 1 2  (ja) « 妹さえいればいい。６ », sur Shōgakukan (consulté le 13 novembre 2017)
8. 1 2  (ja) « 妹さえいればいい。７ », sur Shōgakukan (consulté le 13 novembre 2017)
9. 1 2  (ja) « 妹さえいればいい。７　ドラマＣＤ付き限定特装版 », sur Shōgakukan (consulté le 13 novembre 2017)
10. 1 2  (ja) « 妹さえいればいい。８ », sur Shōgakukan (consulté le 13 novembre 2017)
11. 1 2  (ja) « 妹さえいればいい。９ », sur Shōgakukan (consulté le 1er février 2018)
12. 1 2  (ja) « 妹さえいればいい。１０ », sur Shōgakukan (consulté le 19 juin 2018)
13. 1 2  (ja) « 妹さえいればいい。１１ », sur Shōgakukan (consulté le 12 novembre 2018)
14. 1 2  (ja) « 妹さえいればいい。１１　カードゲーム付き特装版 », sur Shōgakukan (consulté le 12 novembre 2018)
15. 1 2  (ja) « 妹さえいればいい。１２ », sur Shōgakukan (consulté le 7 juin 2019)
16. 1 2  (ja) « 妹さえいればいい。１３ », sur Shōgakukan (consulté le 8 août 2019)
17. 1 2  (ja) « 妹さえいればいい。１３　ドラマＣＤ付き特装版 », sur Shōgakukan (consulté le 16 octobre 2019)
18. 1 2  (ja) « 妹さえいればいい。１４ », sur Shōgakukan (consulté le 1er mars 2020)

Manga
Imōto sae ireba ii. @comic
1. 1 2  (ja) « 妹さえいればいい。＠ｃｏｍｉｃ / １ », sur Shōgakukan (consulté le 13 novembre 2017)
2. 1 2  (ja) « 妹さえいればいい。＠ｃｏｍｉｃ / ２ », sur Shōgakukan (consulté le 13 novembre 2017)
3. 1 2  (ja) « 妹さえいればいい。＠ｃｏｍｉｃ / ３ », sur Shōgakukan (consulté le 13 novembre 2017)
4. 1 2  (ja) « 妹さえいればいい。＠ｃｏｍｉｃ / ４ », sur Shōgakukan (consulté le 13 novembre 2017)
5. 1 2  (ja) « 妹さえいればいい。＠ｃｏｍｉｃ / ５ », sur Shōgakukan (consulté le 21 août 2018)
6. 1 2  (ja) « 妹さえいればいい。＠ｃｏｍｉｃ / ６ », sur Shōgakukan (consulté le 21 août 2018)
7. 1 2  (ja) « 妹さえいればいい。＠ｃｏｍｉｃ / ７ », sur Shōgakukan (consulté le 15 avril 2019)
8. 1 2  (ja) « 妹さえいればいい。＠ｃｏｍｉｃ / ８ », sur Shōgakukan (consulté le 7 juin 2019)
9. 1 2  (ja) « 妹さえいればいい。＠ｃｏｍｉｃ / ９ », sur Shōgakukan (consulté le 7 juin 2019)

Imōto sae ireba ii. gaiden: Imōto ni sae nareba ii!
1. 1 2  (ja) « 妹さえいればいい。外伝 妹にさえなればいい！ 1 », sur Square Enix (consulté le 3 mars 2018)
2. 1 2  (ja) « 妹さえいればいい。外伝 妹にさえなればいい！ 2 », sur Square Enix (consulté le 3 mars 2018)
3. 1 2  (ja) « 妹さえいればいい。外伝 妹にさえなればいい！ 3 », sur Square Enix (consulté le 3 mars 2018)